# بنت بنوت (مسلسل)
بنت بنوت مسلسل تلفزيوني مصري عرض سنة 2006 من بطولة مي عز الدين وحسن حسني.

## قصة المسلسل
تدور أحداث المسلسل حول الفتاة الجميلة "نوارة" التي تبنتها الام الحاجة "حسنة" في حارة درب سعادة حيث نتعرف على أسرة الحاج "إسماعيل" وزوجته "سعاد" مثال الأم المصرية في تفانيها لأسرتها والابن "حامد" الطالب بكلية التجارة والابنة "نهى" الأخت الوسطى بكلية الطب ثم الابن الاصغر "علي" الطالب بالاعدادية ومن خلال الحارة التي يتفاعل معها الأهالى وتتشابك العلاقات الأسرية من جهة وكل لة خطوطة الدرامية وعوالمة فهى رحلة "نوارة" الشخصية الرئيسية مع الشخصيات الأخرى وتخوض معهم تجاربها الحياتية وتزداد معرفتها بما حولها لتعرض صورة الحياة داخل البيت المصري.

## بطولة
- حسن حسني
- مي عز الدين
- ريهام عبد الغفور
- أحمد عزمي
- أسامة عباس
- ماجدة الخطيب
- رجاء الجداوي